# EVO smart
La consola EVO smart se basa en un procesador AMD Athlon a 2,40 GHz de 64 bits, incluye su propia distribución Linux llamada Mirrors Evolution, y ofrece: videojuegos, acceso a Internet, VoIP y reproducción de vídeo HD.
La consola se anunció a fines del 2008 con el fin de competir con la séptima generación de videoconsolas, esta con la diferencia de que los videojuegos se desarrollan en OpenSource.
La EVO smart incluye características con acceso remoto a Internet, reconocimiento de voz, DVR, televisión, vídeo HD, redes sociales, contenido de streaming, VoIP y almacenamiento de copia de seguridad automática, además de la posibilidad de preinstalar Windows en la computadora Linux.
El sistema de refrigeración es líquida e incluye un sistema de seguridad biométrica que apoya voz, huellas digitales y escaneos.
La liberación inicial de la consola EVO smart se inició en noviembre, la cual estará orientada hacia desarrolladores de juegos en OpenSource. El objetivo principal de la distribución es como una plataforma de desarrollo de juegos, aunque se podrá usar para otros servicios.

## Software
EVO smart es la primera consola que incluye su propia distribución de Linux llamada Mirrors Evolution.
Basada en un procesador Athlon de 64 bits a 2,40 GHz, incluye su propia distribución de Linux y ofrecerá juegos, acceso a Internet, VoIP, reproducción de vídeo en HD, juegos basados en Amiga, un servicio de vídeo bajo demanda con más de 10 000 títulos y mucho más.

## Especificaciones técnicas
- Procesador: AMD Athlon 64x2 4850E+ 2,40 GHz
- Procesador Gráfico: ATI HD 3200 Chipset
- Pantalla: Admite una resolución de pantalla de 1080i y 1080p/HDCP
- Memoria: 2 GB DDR2
- Codecs de vídeo: H.264 VC1 y MPEG2
- Salida de vídeo: VGA, HDMI, DVI.
- Almacenamiento: Disco duro de 120 GB, con un extra de (10 GB de almacenamiento en Internet).
- Periféricos: Lector/grabador de CD/DVD, escáner biométrico.
- Red: 2 x 10/100 Ethernet
- USB: 6 x USB 2.0
- Dimensiones: 300x65x273mm
- Sistema Operativo: Mirrors Evolution, una distribución de Linux

Basadas en datos oficiales del fabricante.

## Videojuegos
Algunas de sus publicaciones son:
- Tremulous
- Alien Arena
- Super Tux
- The Battle for Wesnoth